# Dorfbach (Blankenloch)
Die Blankenlocher Dorfbach war ein Fließgewässer in Blankenloch, heute ein Stadtteil von Stutensee im baden-württembergischen Landkreis Karlsruhe.

## Verlauf
Die Dorfbach wurde über eine Einlassschleuse im Gewann Hintere Wiesen südöstlich von Blankenloch und unmittelbar unterhalb der Gemarkungsgrenze zu Durlach von der Pfinz abgeleitet, die hier von Dämmen gesäumt in Hochlage verlief. Nach rund 700 Meter überquerte sie auf einem nach oben offenen Betongerinne die Alte Bach (⊙), einen Entwässerungsgraben, der sich am Ortsrand von Blankenloch entlang zieht und ungefähr die Grenze zwischen den Naturräumen Alb-Pfinz-Saalbach-Niederung und Karlsruher Haardt markiert.
Am heutigen Tolnaplatz knickte die Dorfbach nach rechts und Norden ab (⊙) und folgte auf gut einen Kilometer der Hauptstraße des straßendorfartigen Blankenlochs. In der Straße war das trapezförmige Gerinne rund 80 Zentimeter breit und etwa 40 Zentimeter tief; an Grundstückszufahrten wurde der Bach mit gusseisernen Platten überbrückt. In Höhe der heutigen Wiesenstraße (⊙) lag eine Pferdeschwemme, die 1912 aus hygienischen Gründen beseitigt wurde. Am heutigen Lindenplatz (⊙) verließ die Dorfbach die Hauptstraße und mündete nach wenigen Metern von links in die Alte Bach.
Vor der Pfinz-Saalbach-Korrektion (1934–1962) verlief die Alte Bach lange parallel zur Pfinz nach Norden, durchquerte dann den Hardtwald und ging am Rand des heutigen Naturschutzgebietes Oberbruchwiesen in den Scheidgraben über, der südlich von Rußheim von links in die Pfinz mündete.

## Geschichte
Die Blankenlocher Dorfbach wurde 1783 erstmals in einem Lagerbuch als Dorfbächlein erwähnt. 1862 wurde der Bach umfangreich instand gesetzt. Ab 1891 verlief die umgangssprachlich meist als Lobberle bezeichnete Karlsruher Lokalbahn parallel zum Bach durch die Hauptstraße.
1962 und 1963 wurde die Dorfbach beim Bau der Ortskanalisation beseitigt. Zuvor war sie der einzige Abwasserkanal des Dorfes gewesen, in die Regenwasser von Dächen und Höfen, aber auch Abwässer aus Küchen, Futterküchen und Waschküchen eingeleitet wurden. Baugenehmigungen wurden mit der Auflage erteilt, dass für das Abwasser eine Rinne zur Dorfbach anzulegen sei. Fäkalien wurden in Gruben gesammelt und auf den Feldern ausgebracht.
Vor allem Kinder und Betrunkene stürzten des Öfteren in die Dorfbach; zwei ältere Männer ertranken. Es gab die Redensart, dass nur der ein „echter“ Blankenlocher sei, der in die Dorfbach gefallen sei.
Durch die Pfinz-Saalbach-Korrektion veränderte sich das Gewässernetz bei Blankenloch erheblich: Der Abzweig der Heglach von der Pfinz wurde nach Süden verlegt, so dass der Flussabschnitt bei Blankenloch heute Teil der Heglach ist. Die Alte Bach ist heute in zwei Teile geteilt; in Blankenloch wurde sie nach Osten verlegt.
In den 1990er Jahren sah einer der Entwürfe für die Stadtbahnstrecke nach Stutensee in der Hauptstraße ein Rasengleis vor; zwischen den Schienen sollte ein kleiner Bach verlaufen. Dies konnte aus technischen Gründen nicht verwirklicht werden. Heute erinnert eine Informationstafel an der Stadtbahnhaltestelle Blankenloch Kirche an die Dorfbach.